# Paul Hinschius

Paul Hinschius

Paul Hinschius (* 25. Dezember 1835 in Berlin; † 13. Dezember 1898 ebenda) war ein preußischer Jurist, Kirchenrechtslehrer und Politiker. Er gilt als einer der wichtigsten Vertreter der Historischen Schule des Kirchenrechts.

## Akademischer Werdegang und Schriften
Paul Hinschius studierte in Berlin und in Heidelberg und promovierte bei Emil Ludwig Richter. Als Assessor war er beim Kammergericht beschäftigt, 1859 gleichzeitig in der juristischen Fakultät seiner Vaterstadt, wo er sich im selben Jahr auch habilitierte. 1863 zum außerordentlichen Professor nach Halle berufen, kehrte er in gleicher Eigenschaft 1865 nach Berlin zurück, folgte aber 1868 einem Ruf als ordentlicher Professor an die Universität Kiel, die er von 1871 bis 1872 im preußischen Herrenhaus vertrat.
Auf der Provinzialsynode der Evangelisch-Lutherischen Kirche der Provinz Schleswig-Holstein in Rendsburg (1871) war er als gewähltes Mitglied einer der Führer der kirchlich freisinnigen Partei. 1872 ging er als ordentlicher Professor des Kirchenrechts wieder nach Berlin, wo er seitdem Vorlesungen über Kirchenrecht, preußisches Zivilrecht und Zivilprozess hielt. Er nahm hier an den Konferenzen des preußischen Kultusministeriums zur Vorbereitung der Kirchengesetze teil. In demselben Jahr in den deutschen Reichstag gewählt, hielt er sich zur nationalliberalen Fraktion.
Auf einer größeren wissenschaftlichen Reise durch Italien, Spanien, Frankreich, England, Schottland, Irland, Holland und Belgien in den Jahren 1860 und 1861 sammelte er das Material zu seiner kritischen Ausgabe der pseudoisidorischen Dekretalen. Sein umfassendstes Werk ist das in sechs Bänden erschienene Kirchenrecht der Katholiken und Protestanten in Deutschland.
Auch seine übrigen Schriften widmen sich vorwiegend rechtshistorischen, kirchenrechtlichen und staatskirchenrechtlichen Fragen, insbesondere dem Verhältnis von Kirche und (preußischem) Staat, der Zivilehe und dem Ersten Vaticanum. Vieler dieser Publikationen spielten im sogenannten Kulturkampf eine Rolle.
Mit seinem Vater Franz Hinschius, Justizrat und Rechtsanwalt zu Berlin (* 28. März 1810; † 3. Dezember 1877), gab er 1862 bis 1866 die Preußische Anwaltszeitung und als Fortsetzung 1867 bis 1871 die Zeitschrift für Gesetzgebung und Rechtspflege in Preußen heraus, welch letztere von Jakob Friedrich Behrend fortgeführt wurde.
Außerdem bearbeitete er in Franz von Holtzendorffs Encyklopädie der Rechtswissenschaft das Kirchenrecht und lieferte auch für dessen Rechtslexikon viele Artikel.
In Heinrich Marquardsens Handbuch des öffentlichen Rechts der Gegenwart schrieb er die Monographie Staat und Kirche (Freiburg i. Br. 1883).
Paul Hinschius starb, weniger als zwei Wochen vor seinem 63. Geburtstag, Mitte Dezember 1898 in Berlin und wurde auf dem Alten Zwölf-Apostel-Kirchhof in Schöneberg bei Berlin beigesetzt. Das Grab ist nicht erhalten.

## Werke (Auswahl)
- Das landesherrliche Patronatrecht. Berlin 1856
- Beiträge zur Lehre von der Eidesdelation mit besonderer Rücksicht auf das kanonische Recht. Berlin 1860
- Decretales Pseudo-Isidorianae et Capitula Angilramni. Leipzig 1863  (mdz-nbn).
- Die evangelische Landeskirche in Preußen und die Einverleibung der neuen Provinzen. Berlin 1867
- Das Kirchenrecht der Katholiken und Protestanten in Deutschland, 6 Bde., Berlin 1869–97
  - Bd. 1 (1869) (archive.org), (Digitalisat)
  - Bd. 2 (1878) (archive.org), (Digitalisat)
  - Bd. 3 (1888) (archive.org), (Digitalisat)
  - Bd. 4 (1888) (archive.org), (Digitalisat)
  - Bd. 5 (1893) (archive.org), (Digitalisat)
  - Bd. 6 (1897) (archive.org), (Digitalisat)
- Die Stellung der deutschen Staatsregierungen gegenüber den Beschlüssen des vatikanischen Konzils. Berlin 1871
- Die preußischen Kirchengesetze des Jahrs 1873. Berlin 1873
- Die Orden und Kongregationen der katholischen Kirche in Preußen. Berlin 1874
- Das preußische Gesetz über die Beurkundung des Personenstandes und die Form der Eheschließung. Berlin 1874
- Die preußischen Kirchengesetze der Jahre 1874 und 1875. Berlin 1875
- Das preußische Kirchengesetz vom 14. Juli 1880. Berlin 1881
- Kirche und Staat. Freiburg 1883.
- Westfälischer Frieden, Lexikoneintrag in: Real-Encyklopädie für protestantische Theologie und Kirche, Band 16, Hinrichs’sche Buchhandlung, Leipzig 1885, S. 829–847 (Google Books).
- Das preußische Kirchengesetz vom 21. Mai 1886. Berlin 1886